# Thorborg
Thorborg var en mytisk drottning i den fornnordiska mytologins sagor. Hon var underkonungen Erik i Upplands enda dotter och tronarvinge. Somliga antar att Erik var underkung till Yngvar, andra att han var Agne Skeppsbos son. 
Hon var vacker och tyckte om att rida och ägna sig åt sport. Hennes far ogillade det senare, då det ansågs karlaktigt, medan Thorborg ansåg att hon behövde lära sig det för att kunna ta över riket efter sin far och försvara det mot främmande våldsmän. Till slut bad hon sin far att ge henne en del av riket att styra, för att kunna förbereda sig på att ta över hela riket efter hans död. Hennes far gav henne kungaborgen Ulleråker att regera över, så att hon skulle få träna på att vara regent. Hon klädde sig där i manskläder och ville bli kallad kung Thorborg. 

## Sagan
Då och då kom friare, men de blev hånfullt avvisade av den stolta kungadottern. Slutligen kom kung Rolf Götriksson från Västergötland. Även han fick avslag och blev tillsammans med sina tolv följeslagare fördriven. Följande sommar samlade han en hop utvalt krigsfolk, som på sex goda skepp for till Ulleråker. När han kom fram ställde han Thorborg inför ett ultimatum, antingen skulle hon gifta sig med honom eller så skulle hans män inta Ulleråker och hugga ner varenda man som fanns. På det svarade Thorborg från borgmuren att :"Förr skall du bli en getaherde i Västergötland, än du får någon makt över oss".
Rolf försökte då tillsammans med sina män storma borgen, men mötte kraftigt motstånd. De belägrade hällde sjudande vatten och beck över angriparna, kastade stenar och stockar på deras huvuden och orsakade på det sättet stor skada bland dem. Efter fjorton dagar började götarna knota och ville dra därifrån. Till slut lät Rolf bygga starka stormtak, under vilka hans folk trängde ända till borgmuren, som de efter mycket besvär lyckades ta sig igenom. När göterna så hade kommit in i borgen, fann de att det var folktomt, samtidigt som det fanns många bord med mat och dryckesvaror. 
Rolf förbjöd sitt folk att röra något av maten och drycken. I stället skulle de ta reda på var Thorborg hade gömt sig. Efter att ha sökt igenom alla rum hittade de en lönngång under jorden, som de följde. De kom upp i en skog, där Thorborg fanns med hela sin här. Det blev en hård kamp. Thorborg stred som den tuffaste kämpe, och hennes folk värjde sig manligt; men det hjälpte inte mot kung Rolf och hans kämpar. Rolf ropade slutligen på sin bror Kettil och bad honom ta Thorborg till fånga utan att såra henne, då det var skamligt att bära vapen mot kvinnor. 
Kettil kom så nära henne att han kunde ge henne ett slag med flatsidan av svärdet. Därpå yttrade han några föraktliga ord, men samtidigt som han gjorde det gav Thorborg honom ett hårt slag på örat med sin stridsyxa så att Kettil vände benen i vädret; efter att han gjort det ropade hon åt honom: "Så tuktar vi våra hundar, när de skäller för hårt."
Kettil kom hastigt upp på fötterna igen och ville hämnas; men då kom Rolf dit, grep Thorborg över armarna och tog fysisk kontroll över henne. Rolf krävde att hon skulle låta sin far bestämma om de skulle gifta sig. Hon begav sig därför tillsammans med Rolf till Uppsala och lade ner sina vapen för fadern, som var glad över detta. Kort därpå blev det bröllop och kung Rolf och drottning Thorborg levde sedan länge lyckliga tillsammans.